# Gynoplistia (Gynoplistia) aculeata
Gynoplistia (Gynoplistia) aculeata is een tweevleugelige uit de familie steltmuggen (Limoniidae). De soort komt voor in het Australaziatisch gebied.